# Jacques Leclercq
Jacques Leclercq (Bruxelles, 3 giugno 1891 – Chaudfontaine, 13 luglio 1971) è stato un politico, teologo e sociologo belga.

## Biografia
Conseguì una laurea in diritto presso l'Université libre de Bruxelles e una in filosofia presso l'Università di Lovanio; nel 1917 venne ordinato sacerdote. Fu professore di teologia all'Università Saint-Louis di Bruxelles e in quella di Lovanio. Nel 1926 fondò la rivista La Cité chrétienne.
Oltre a numerose pubblicazioni, Leclercq contribuì a fondare la Scuola di scienze politiche e sociali presso l'Università Cattolica di Lovanio e la Società di studi politici e sociali. Nel 1955 fondò il Centre de Recherches sociologiques. All'inizio fu uno dei sostenitori del Concilio Vaticano II, ma dai suoi scritti si deduce che i suoi valori non erano del tutto conformi ai cambiamenti portati alla chiesa.
Dal 1945 in poi fu favorevole alla creazione di un movimento regionale vallone di ispirazione cristiana, Rénovation wallonne, e nel 1963 scrisse un appello ai cattolici affinché si unissero al movimento.
A lui è intitolato l'edificio che ospita la Scuola di Scienze Politiche e Sociali (PSAD) dell'Università di Lovanio (UCLouvain) a Louvain-la-Neuve. Nel 1936 tradusse Gargantua e Pantagruel di François Rabelais.